# Bulbostylis fimbriata
Bulbostylis fimbriata är en halvgräsart som först beskrevs av Christian Gottfried Daniel Nees von Esenbeck, och fick sitt nu gällande namn av Charles Baron Clarke. Bulbostylis fimbriata ingår i släktet Bulbostylis och familjen halvgräs. Inga underarter finns listade i Catalogue of Life.